# برایان گلینکراس
برایان گلینکراس (انگلیسی: Brian Glencross؛ زادهٔ ۱ مهٔ ۱۹۴۱) ورزشکار هاکی روی چمن اهل استرالیا است.
وی در مسابقات کشوری و بین‌المللی در مجموع برندهٔ ۱ مدال نقره، ۱ مدال برنز شده‌است.